# Казалето Чередано
Казалѐто Череда̀но (на италиански: Casaletto Ceredano, на местен диалект: Casalèt Ceredà, Казалет Череда) е село и община в Северна Италия, провинция Кремона, регион Ломбардия. Разположено е на 65 m надморска височина. Населението на общината е 1181 души (към 2016 г.).